# استان ویرو
استان ویرو (به اسپانیایی: Provincia de Virú) یک منطقهٔ مسکونی در پرو است که در منطقه لا لیبرتاد واقع شده‌است.
 استان ویرو ۳٬۲۱۸٫۷۴ کیلومتر مربع مساحت و ۶۷٬۷۷۵ نفر جمعیت دارد.